# Günter Mittag

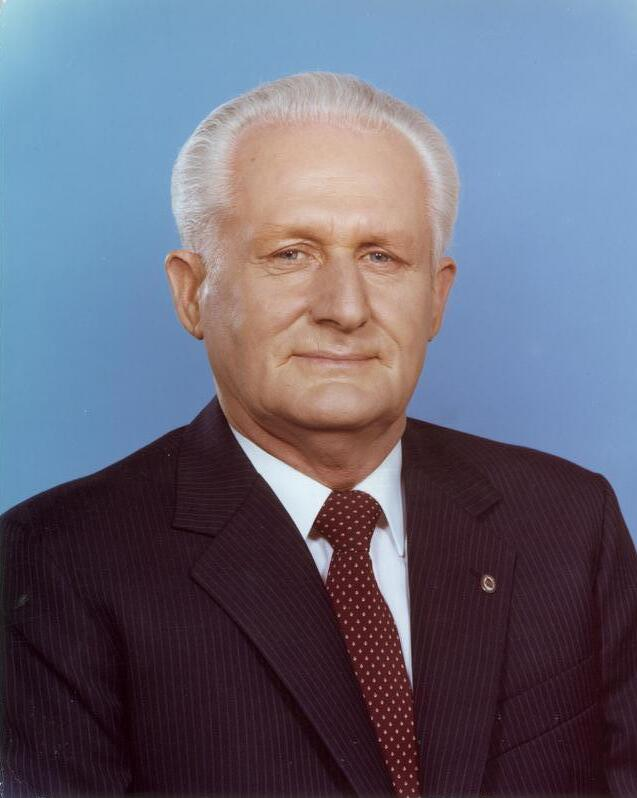
Günter Mittag, 1984

Günter Mittag (* 8. Oktober 1926 in Stettin; † 18. März 1994 in Berlin) war ein deutscher Politiker. Er war von 1966 bis zum Herbst 1989 Mitglied des Politbüros der SED. Er war von 1962 bis 1973 und ab 1976 als Sekretär des ZK der SED für Wirtschaftsfragen für die Lenkung der Planwirtschaft in der DDR zuständig.

## Leben
Mittag stammte aus einer Arbeiterfamilie. 1943 war er Luftwaffenhelfer in einem Flak-Regiment. Von 1943 bis 1945 absolvierte Mittag eine Ausbildung bei der Deutschen Reichsbahn. 1956 schloss Mittag ein Fernstudium mit dem Titel des Diplom-Wirtschaftlers ab und promovierte 1958 an der Hochschule für Verkehrswesen in Dresden zum Dr. rer. oec. mit der Arbeit Die Überlegenheit der sozialistischen Organisation und Leitung im Eisenbahnwesen der DDR gegenüber dem kapitalistischen Eisenbahnwesen.
1945 trat Mittag in die KPD ein und wurde 1946 durch die Zwangsvereinigung von SPD und KPD Mitglied der SED. 1947 wurde er Mitglied der SED-Kreisleitung Greifswald und übernahm in den Folgejahren regionale Führungspositionen im FDGB. 1958 wurde er Sekretär der Wirtschaftskommission beim Politbüro. 1962 wurde Mittag Mitglied des ZK. 1963 wurde er Mitglied der Volkskammer und (bis 1971, dann wieder 1979 bis 1989) Mitglied des Staatsrates der DDR. 1979 bis 1989 war er Mitglied des Nationalen Verteidigungsrats.
Ebenfalls 1963 wurde Mittag Leiter des Büros für Industrie- und Bauwesen des ZK. Mittag und Erich Apel entwarfen das Neue ökonomische System der Planung und Leitung (NÖSPL), das die Volkswirtschaft der DDR modernisieren und entbürokratisieren sollte. Das Konzept wurde aufgrund politischer Widerstände nur stark abgeschwächt umgesetzt.

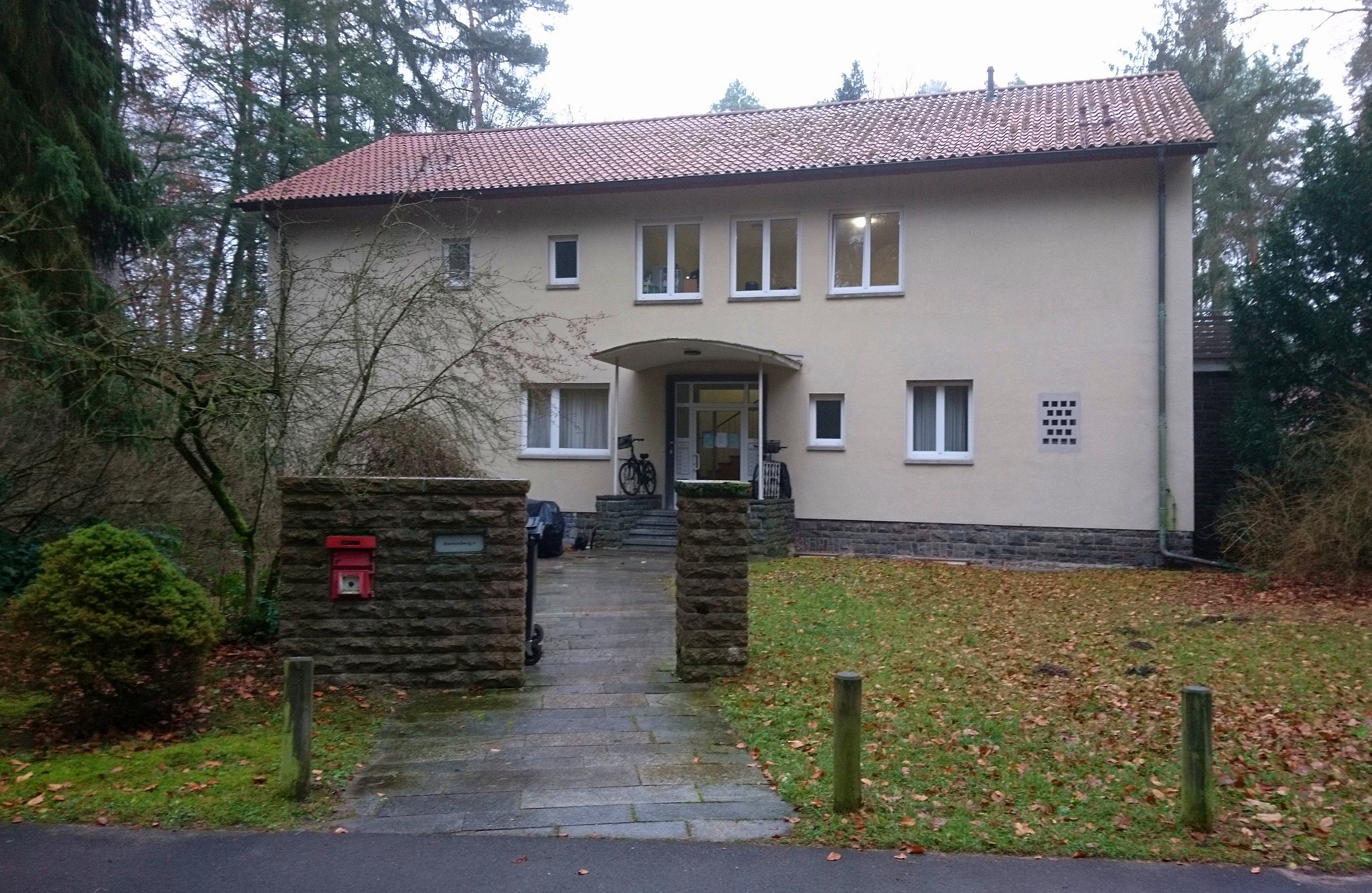
Waldsiedlung Wandlitz, das einst von Mittag bewohnte „Haus 6“

1966 rückte Mittag in das Politbüro auf, nachdem er ihm bereits seit 1963 als Kandidat angehört hatte. Von 1962 bis 1973 war er als Nachfolger von Erich Apel Sekretär des ZK der SED für Wirtschaftsfragen. 1973 wurde Mittag als Erster Stellvertreter des Vorsitzenden des Ministerrates der DDR in den Staatsapparat versetzt, nachdem er einen ZK-Abteilungsleiter tätlich angegriffen hatte.:76Als er 1976 erneut Sekretär des ZK für Wirtschaft wurde, war seine Führungsrolle in der Wirtschaftspolitik gefestigt. Während seiner gesamten Amtszeit hielt er strikt an einer staatlichen Kontrolle der Wirtschaft fest. Höhepunkt seiner Arbeit war die Zusammenfassung der VEB in Kombinate 1980. Innerhalb des ZK leitete Mittag auch die Kommission Asien, Afrika und Arabischer Raum.
Mittags Führungsstil gegenüber Direktoren und Generaldirektoren der DDR-Wirtschaft und zum Teil auch gegenüber seinen Mitarbeitern im ZK war berüchtigt. Er ließ keine Kritik zu und war im persönlichen Auftreten teilweise grob beleidigend. Objektiven Fakten gegenüber verschloss er sich und pochte auf die Einhaltung von Parteibeschlüssen, wie unrealistisch sie auch waren. Er griff in die Vollmachten der Fachminister ein und verlangte die Absetzung von bei ihm in Ungnade gefallenen Führungskräften, was in der Regel auch sofort geschah. Die Schuld für die Probleme der DDR-Wirtschaft sah er sowohl während als auch nach seiner Amtszeit bei anderen Politbüromitgliedern.:71, 75, 88
Mittag war zusammen mit Alexander Schalck-Golodkowski (Leiter von KoKo und Staatssekretär im DDR-Außenhandelsministerium) ein angesehener Gesprächspartner von Politikern und Wirtschaftsmanagern der Bundesrepublik. Besonders mit Franz Josef Strauß hatte er enge Kontakte und handelte Anfang der 1980er Jahre mit diesem den sogenannten „Milliardenkredit“ eines westdeutschen Bankenkonsortiums an die Deutsche Außenhandelsbank der DDR aus.
Im Sommer 1989 vertrat er Erich Honecker während dessen schwerer Erkrankung anstelle des nominellen Stellvertreters Egon Krenz. Mit Honecker verband ihn die Jagdleidenschaft. Dennoch verweigerte er ihm im Oktober die Unterstützung und trug so zu seinem Sturz bei, was ihm selbst aber nichts nutzte. Am 17. Oktober 1989 beschloss das SED-Politbüro im Zusammenhang mit der Ablösung von Erich Honecker als Generalsekretär und Staatsratsvorsitzenden, dem Zentralkomitee auch die Entbindung von Mittag und Joachim Herrmann von ihren führenden Funktionen vorzuschlagen; das ZK stimmte dem am folgenden Tag zu. Am 10. November 1989 wurde Mittag gemeinsam mit Herrmann auch aus dem Zentralkomitee ausgeschlossen. Am 23. November 1989 folgte schließlich der Ausschluss aus der SED durch die Zentrale Parteikontrollkommission.
Mittag war Diabetiker. Mitte der 1980er Jahre mussten ihm beide Unterschenkel amputiert werden.
Im Dezember 1989 kam Mittag in Untersuchungshaft, wurde aber bald aus gesundheitlichen Gründen entlassen und ging in Rente. 1991 folgte erneut eine Anklage wegen Verwendung von Staatsgeldern für Eigenheime. Mittag wurde jedoch aus gesundheitlichen Gründen für nicht verhandlungsfähig erklärt. Das Hauptverfahren wurde nicht eröffnet.
Mittag erhielt 1982 die Ehrendoktorwürde der Tōkai-Universität (Japan) und der Montanuniversität Leoben (Österreich). Letztere wurde ihm 1991 wieder aberkannt.  Er war zweifacher Träger des Titels Held der Arbeit.

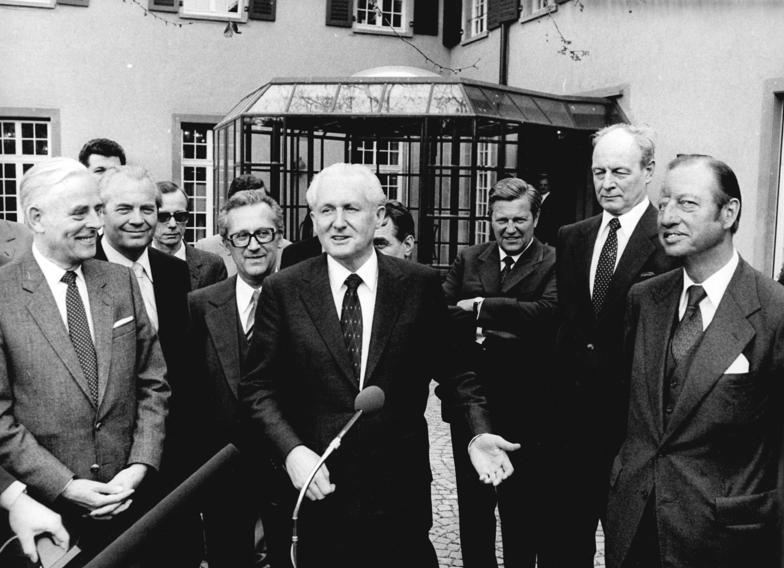
Günter Mittag besucht die Hoechst AG in Frankfurt am Main, 1980
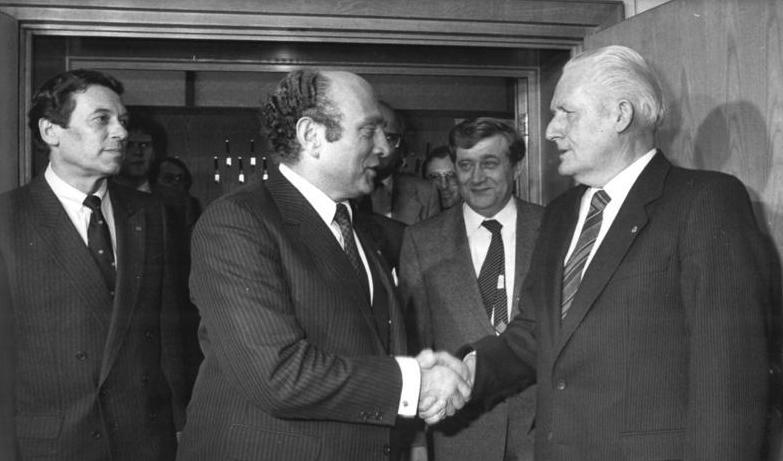
Gespräch Bölling, Lambsdorff, Mittag, 1982
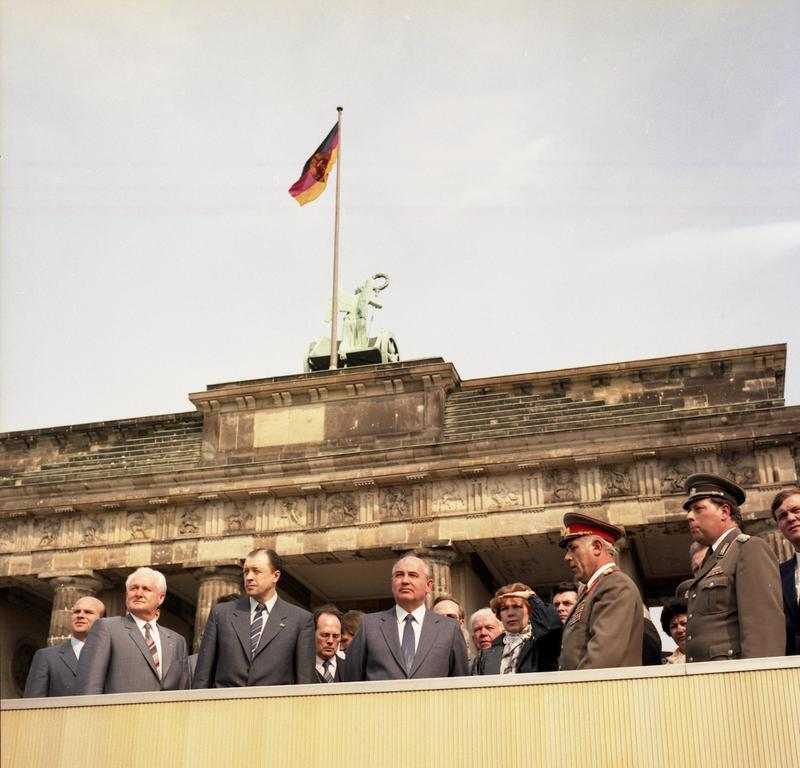
Günter Mittag (2.v.l.) an der Berliner Mauer, 1986
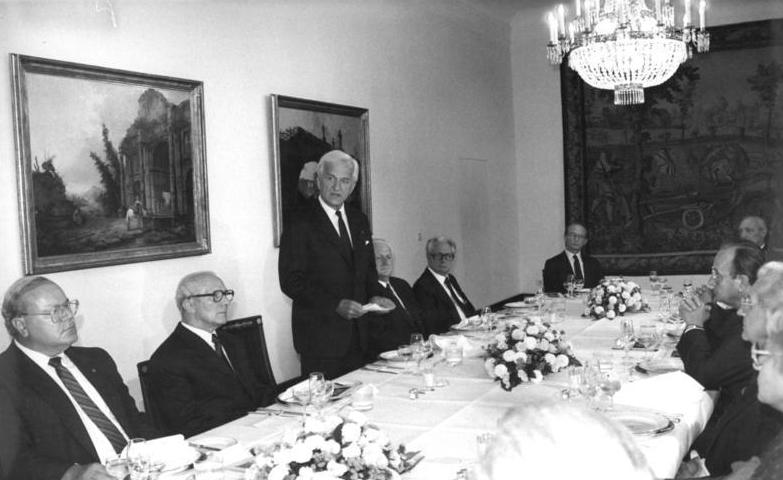
Besuch Honeckers in der BRD, Mittagessen beim Bundespräsidenten am 7. September 1987. V. l. n. r.: Bangemann, Honecker, Weizsäcker, Mittag, Vogel, Bräutigam, Genscher
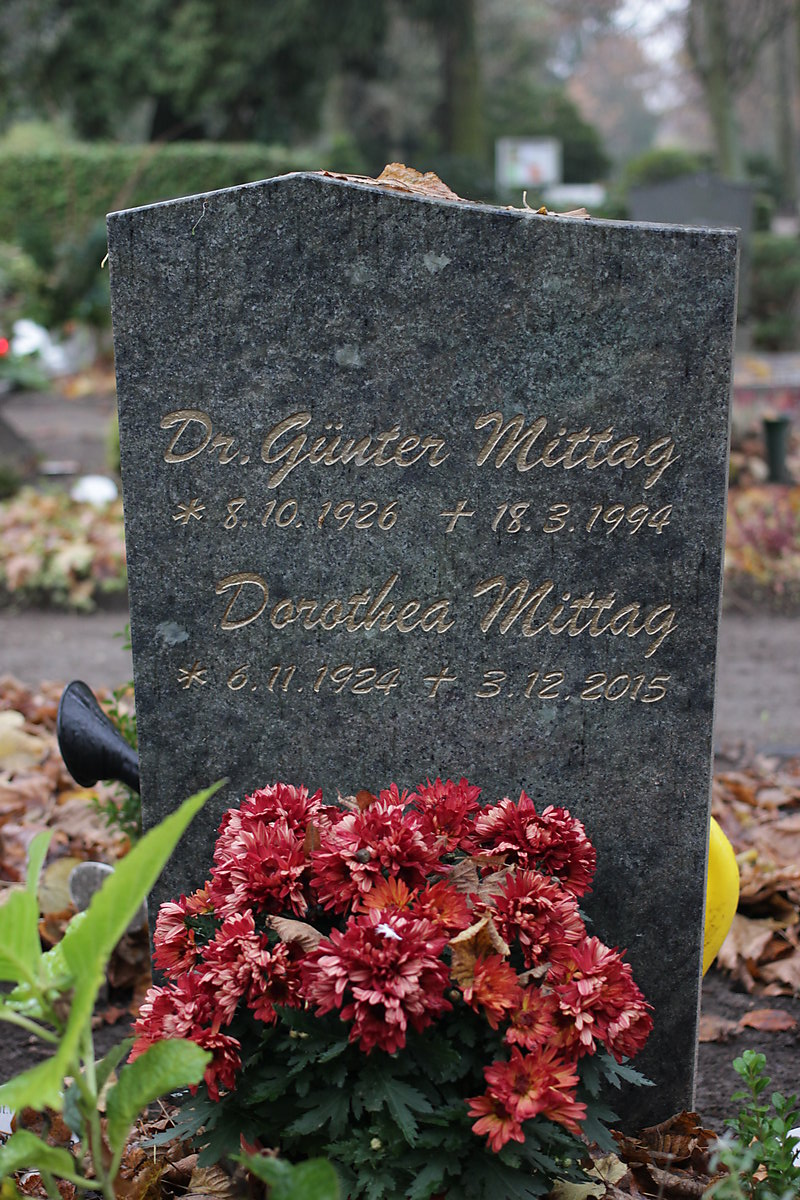
Grabstein auf dem Friedhof in Zepernick.

Mittag wurde auf dem Friedhof Berlin-Biesdorf beigesetzt. Seit einer Umbettung befindet sich sein Grab auf dem Friedhof in Zepernick.

## Kritik
Nach der Wiedervereinigung wurde Mittag als Hauptverantwortlichem in der Wirtschaftsplanung vorgeworfen, seine Inkompetenz habe erheblich zur Wirtschaftskrise und zum Zusammenbruch der DDR beigetragen. Herbert Wolf und Gerhard Schürer kritisierten das Buch von Mittag Um jeden Preis – Spannungsfeld zweier Systeme von 1991, in dem er sich als Reformer ausgab, der vom System ausgebremst wurde. Nach Wolf war er schon in den 1970er Jahren zu den Gegnern übergelaufen und hat die Wirtschaftspolitik Erich Honeckers wie ein Wirtschaftsdiktator durchgepeitscht. Schürer äußerte: „Ich kenne kein Buch in der Memoirenliteratur ehemaliger Parteifunktionäre, das verlogener wäre.“
Mittag stand der Massenmotorisierung insgesamt ablehnend gegenüber. Er war persönlich verantwortlich für das Scheitern zahlreicher Motor- und Fahrzeugentwicklungen der DDR, die er entweder ignorierte, mitten im Umsetzungsprozess stoppte oder anderweitig zu Fall brachte. Sein intrigantes Verhalten verunsicherte selbst höchste Kreise der SED einschließlich Erich Honeckers und trug zur politischen Schwächung des Ministerrats der DDR bei. Ein Beispiel dafür war seine Intrige gegen Willi Stoph im Jahr 1973, als er dessen Projekt RGW-Auto zu Fall brachte und dabei den Ministerrat politisch auf das Niveau einer Echokammer des Politbüros schwächte.

## Veröffentlichungen
- Zu einigen Problemen des Dispatcherdienstes bei der Eisenbahn, Berlin 1957
- mit Elfriede Rehbein, Zwei Wege im deutschen Eisenbahnwesen, Verlag Die Wirtschaft, Berlin 1959
- Organisation und Leitung im sozialistischen Eisenbahnwesen der DDR, Berlin 1959
- Aufgaben und Methoden der Parteiarbeit in der Industrie, im Bauwesen und im Handel, Berlin 1960
- Zur sozialistischen Entwicklung des Eisenbahnwesens in der Deutschen Demokratischen Republik, Berlin 1960
- Fragen der Parteiarbeit nach dem Produktionsprinzip in Industrie und Bauwesen, Berlin 1963
- Fragen des neuen ökonomischen Systems der Planung und Leitung der Volkswirtschaft, Berlin 1963
- mit Erich Apel, Wissenschaftliche Führungstätigkeit – neue Rolle der VVB, Berlin 1964
- mit Erich Apel, Ökonomische Gesetze des Sozialismus und neues ökonomisches System der Planung und Leitung der Volkswirtschaft, Berlin 1964
- mit Erich Apel, Planmässige Wirtschaftsführung und ökonomische Hebel, Berlin 1964
- mit Erich Apel, Fragen der Anwendung des neuen ökonomischen Systems der Planung und Leitung der Volkswirtschaft bei der Vorbereitung und Durchführung der Investitionen, Berlin 1965
- Zur Wirtschaftspolitik der SED in der Periode des umfassenden Aufbaus des Sozialismus in der DDR unter den Bedingungen der technischen Revolution, Berlin 1966
- Über Probleme des Perspektivplanes bis 1970, insbesondere des neuen ökonomischen Systems der Planung und Leitung in seiner zweiten Etappe und die Aufgaben der Partei, Berlin 1966
- Probleme der Wirtschaftspolitik der Partei bei der Gestaltung des entwickelten gesellschaftlichen Systems des Sozialismus in der DDR, Berlin 1967
- Fragen des Volkswirtschaftsplanes der DDR 1970, Berlin 1969
- Hrsg., Armenien heute. Aufstieg in 50 Jahren Sowjetmacht, Berlin 1970
- Die Bedeutung des Buches „Politische Ökonomie des Sozialismus und ihre Anwendung in der DDR“ für die weitere Gestaltung des ökonomischen Systems des Sozialismus in der DDR und die Entwicklung des ökonomischen Denkens der Werktätigen, Berlin 1970
- Die Durchführung des Volkswirtschaftsplanes im Jahre 1970, Berlin 1970
- Fragen der Verwirklichung des ökonomischen Systems des Sozialismus in der DDR, Berlin 1970
- Die Hauptaufgabe des Fünfjahrplanes zur Entwicklung der Volkswirtschaft der DDR in den Jahren 1971 bis 1975. Die politisch-ideologischen Aufgaben der Parteiorganisationen in der Industrie und im Bauwesen, Berlin 1972
- Erfahrungen bei der Durchführung der Beschlüsse des VIII. Parteitages zur Intensivierung der Produktion in Industrie und Bauwesen. Zu einigen Problemen der Leitungstätigkeit, Berlin 1975
- Der Fünfjahrplan für die Entwicklung der Volkswirtschaft 1976 - 1980. Der weitere Ausbau der materiell-technischen Basis. Die Notwendigkeit der Beschleunigung des wissenschaftlich-technischen Fortschritts, Berlin 1977
- Fragen der Wirtschaftspolitik der SED in Verwirklichung der Beschlüsse des IX. Parteitages. Einige Schlussfolgerungen und Lehren, Berlin 1978
- Erfahrungen des Kampfes der Partei bei der Verwirklichung der Beschlüsse des ZK der SED auf einigen Gebieten der Volkswirtschaft der DDR, Berlin 1981
- Konsequent auf dem Kurs der Hauptaufgabe. Ausgewählte Reden und Aufsätze, Berlin 1986
- Die Arbeit der Partei zur Verwirklichung der vom XI. Parteitag der SED beschlossenen ökonomischen Strategie, Berlin 1987
- Um jeden Preis. Im Spannungsfeld zweier Systeme. Aufbau-Verlag, Berlin 1991, ISBN 3-351-02151-8. (Neuauflage 2015 im Verlag Das Neue Berlin, ISBN 978-3-360-02179-3.)